# 14700 Джонрейд
14700 Джонрейд (14700 Johnreid) — астероїд головного поясу, відкритий 6 січня 2000 року.
Тіссеранів параметр щодо Юпітера — 3,319.